# Trirogma prismatica
Trirogma prismatica là một loài côn trùng cánh màng trong họ Ampulicidae, thuộc chi Trirogma. Loài này được F. Smith miêu tả khoa học đầu tiên năm 1858.